# 카오스 이론 (영화)
카오스 이론(Chaos Theory)은 미국에서 제작된 마코스 시에가 감독의 2008년 코미디, 드라마, 멜로/로맨스 영화이다. 라이언 레이놀즈 등이 주연으로 출연하였고 에리카 웨스데이머 등이 제작에 참여하였다.

## 출연

### 주연
- 라이언 레이놀즈
- 에밀리 모티머

### 조연
- 스튜어트 타운센드
- 사라 샤크
- 마이크 어윈
- 콘스탄스 짐머
- 마트레야 페더
- 엘리자베스 하노이스
- 크리스 윌리엄 마틴
- 크리스 마틴
- 조반나 휴것
- 크리스토퍼 제콧
- 알레산드로 줄리아니
- 리사 캘더
- 타이 올슨
- 조슬린 로웬
- 패트리시아 아이들트
- 드넬다 윌리엄스
- 데이빗 버너
- 크리스틴 차텔레인
- 사이먼 친린키
- 사라 에드몬슨드슨
- 도너본 스틴슨
- 다릴 슈틀워스
- 로리 머독

## 제작진
- 공동제작: 바바라 켈리
- 미술: 샌디 코크레인
- 세트: 피터 란도
- 특수분장: 그레그 캐놈
- 의상: 티쉬 모나한
- 배역: 릭 몽고메리
- 배역: 채드윅 스트럭